# Baeotis planina
Baeotis planina är en fjärilsart som beskrevs av Doubleday 1847. Baeotis planina ingår i släktet Baeotis och familjen Riodinidae. Inga underarter finns listade i Catalogue of Life.